# Psellidotus micheneri
Psellidotus micheneri är en tvåvingeart som först beskrevs av James 1952.  Psellidotus micheneri ingår i släktet Psellidotus och familjen vapenflugor. Inga underarter finns listade i Catalogue of Life.